# Værnsfælles Forsvarskommando
|  | Sammenskrivningsforslag Artiklerne Forsvarskommandoen, Værnsfælles Forsvarskommando er foreslået sammenskrevet. (Siden marts 2022) Diskutér forslaget |

Værnsfælles Forsvarskommando (VFK) var fra oktober 2014 til december 2018 navnet på ledelsen af Forsvaret i Danmark. Kommandoen bestod af forsvarschefen, viceforsvarschefen og syv stabe. Kommandoen havde ansvaret for indsættelse, udvikling og drift af det danske militær. VFK var i Danmarks centraladministration en styrelse under Forsvarsministeriet. Fra 2019 vendte man tilbage til navnet Forsvarskommandoen.
VFK blev etableret den 1. oktober 2014, idet den overtog store dele af Forsvarskommandoens opgaver, personel og også dettes mærke. De tre tidligere værns operative kommandoer blev integreret som værnsstabe. Etableringen var et resultat af en bearbejdning af forsvarsforliget 2013-2017, som talte om en snævrere sammenknytning mellem Forsvaret og ministeriet og Værnsfælles Operativ Kommando. Samtidigt med etableringen af VFK blev de funktionelle tjenester, som hidtil havde indgået i Forsvarskommandoen, omdannet til selvstændige styrelser under Forsvarsministeriet.

## Organisation
Forsvarschefen støttes af et ledelsessekretariat og af Viceforsvarschefen, alle i København. Hertil findes i VFK syv stabe:
- Operationsstaben i København – generalmajor Kenneth Pedersen.
- Koordinations- og Udviklingsstaben i København – kontreadmiral Frank Trojahn.
- Hærstaben i Karup – generalmajor H.C. Mathiasen.
- Marinestaben i Karup – kontreadmiral Torben Mikkelsen.
- Flyverstaben i Karup – generalmajor Anders Rex.
- Arktisk Kommando i Nuuk – generalmajor Kim Jesper Jørgensen.
- Specialoperationskommandoen i Aalborg – generalmajor Peter Harling Boysen[2].

De enheder og myndigheder, som tidligere var underlagt en af de operative kommandoer, referer nu direkte til VFK.

### Organisationsdiagram
|             |             |             |             |             |             |             |             |  |  |                           |                           |                           |                           |                           |                           |                           |                           |  |  |           |           |           |           |           |           |           |           |  |  | Værnsfælles Forsvarskommando |              |              |              |              |              |              |              |  |  |              |              |              |              |              |              |              |              |  |  |                  |                  |                  |                  |                  |                  |                  |                  |  |  |                               |                               |                               |                               |                               |                               |                               |                               |
|             |             |             |             |             |             |             |             |  |  |                           |                           |                           |                           |                           |                           |                           |                           |  |  |           |           |           |           |           |           |           |           |  |  |                              |              |              |              |              |              |              |              |  |  |              |              |              |              |              |              |              |              |  |  |                  |                  |                  |                  |                  |                  |                  |                  |  |  |                               |                               |                               |                               |                               |                               |                               |                               |
|             |             |             |             |             |             |             |             |  |  |                           |                           |                           |                           |                           |                           |                           |                           |  |  |           |           |           |           |           |           |           |           |  |  |                              |              |              |              |              |              |              |              |  |  |              |              |              |              |              |              |              |              |  |  |                  |                  |                  |                  |                  |                  |                  |                  |  |  |                               |                               |                               |                               |                               |                               |                               |                               |
| Operationer | Operationer | Operationer | Operationer | Operationer | Operationer | Operationer | Operationer |  |  | Koordination og Udvikling | Koordination og Udvikling | Koordination og Udvikling | Koordination og Udvikling | Koordination og Udvikling | Koordination og Udvikling | Koordination og Udvikling | Koordination og Udvikling |  |  | Hærstaben | Hærstaben | Hærstaben | Hærstaben | Hærstaben | Hærstaben | Hærstaben | Hærstaben |  |  | Marinestaben                 | Marinestaben | Marinestaben | Marinestaben | Marinestaben | Marinestaben | Marinestaben | Marinestaben |  |  | Flyverstaben | Flyverstaben | Flyverstaben | Flyverstaben | Flyverstaben | Flyverstaben | Flyverstaben | Flyverstaben |  |  | Arktisk Kommando | Arktisk Kommando | Arktisk Kommando | Arktisk Kommando | Arktisk Kommando | Arktisk Kommando | Arktisk Kommando | Arktisk Kommando |  |  | Specialoperations- kommandoen | Specialoperations- kommandoen | Specialoperations- kommandoen | Specialoperations- kommandoen | Specialoperations- kommandoen | Specialoperations- kommandoen | Specialoperations- kommandoen | Specialoperations- kommandoen |